# Muraenichthys
Muraenichthys es un género de peces de la familia Ophichthidae.

## Especies
- Muraenichthys gymnopterus (Bleeker, 1853)
- Muraenichthys hattae D. S. Jordan & Snyder, 1901
- Muraenichthys malabonensis Herre, 1923
- Muraenichthys philippinensis L. P. Schultz & Woods, 1949
- Muraenichthys schultzei Bleeker, 1857
- Muraenichthys sibogae M. C. W. Weber & de Beaufort, 1916
- Muraenichthys thompsoni D. S. Jordan & R. E. Richardson, 1908
- Muraenichthys velinasalis Hibino & Kimura, 2015